# Sitio de Shkodër (1912-13)
El sitio de Escútari lo llevaron a cabo los ejércitos coligados de Montenegro y Serbia entre el 28 de octubre de 1912 y el 23 de abril de 1913. Una guarnición del Imperio otomano defendió la plaza, que terminó capitulando.

## Etimología
El sitio de Escútari, que también se conoce como el sitio de Shkodër, se denomina: en albanés: Rrethimi i Shkodrës; en serbio, Опсада Скадра y en turco İşkodra Müdafaası o İşkodra Savunması.

## Antecedentes
En 1912, la Liga de los Balcanes, compuesta por Serbia, Montenegro, Grecia y Bulgaria, había declarado la guerra contra el Imperio otomano. Montenegro movilizó sus tropas y se aprestó a atacar a las fuerzas otomanas en Albania, situada justo al sur. Sin embargo, el motivo de la ofensiva montenegrina era apoderarse de territorios con una abrumadora mayoría albanesa. Montenegro se consideraba sucesor de Zeta, una entidad medieval serbia que desempeñó un papel importante en la formación y evolución del Imperio serbio y tuvo por capital a Escútari. Al pasar la posesión de la ciudad de los últimos señores feudales Balšići a los venecianos y luego a los otomanos, quienes hicieron de ella el centro administrativo de la región, la «capital perdida» devino un símbolo de opresión para los montenegrinos. Históricamente, la frontera entre el «Zeta medieval» y los principados albaneses era el río Drin, como lo señaló el gobernador e historiógrafo montenegrino del siglo XVII Vasilije y Montenegro intentó expandirse hasta alcanzar sus antiguas fronteras. Además, la región tenía una considerable población eslava. Muchos montenegrinos remontan su origen a la región, que sus antepasados abandonaron después de la ocupación turca.

## Comienzo de la guerra
El 8 de octubre de 1912, el general otomano Hasan Riza Bajá anunció que Montenegro había declarado la guerra al Imperio otomano para librarse de los seiscientos años de opresión de la opresión turca, como la denominaba el enemigo, y que sus tropas estaban cruzando la frontera entre Montenegro y Albania. Dos horas después de la noticia, las tropas montenegrinas, como se esperaba, se acercaban a Escútari. En torno al 70 % de los soldados otomanos desplegados en los Balcanes eran por entonces reclutas musulmanes albaneses. Al mediodía, Hasan Riza Bajá en su cuartel general reunió a todos sus oficiales y les dijo:

La ciudad pronto estará rodeada, pero no caerá en manos de los montenegrinos. Escútari es nuestro destino o nuestra tumba, pero no nuestra vergüenza. Hoy tenemos cinco mil soldados, pero más de veinte mil vienen en nuestro auxilio. Hoy comienza una batalla adversa, que ninguno de nosotros sabe cuánto durará.
Hasan Riza Bajá, durante la organización de la defensa de Escútari.

## La batalla
El sitio comenzó el 28 de octubre de 1912. El ataque fue llevado a cabo originalmente por el ejército montenegrino bajo el mando del Príncipe Danilo. Sin embargo, sus fuerzas encontraron una fuerte resistencia, y el ejército serbio envió refuerzos para ayudar a sus aliados montenegrinos.
Radomir Vešović participó en el sitio donde fue herido dos veces, mostrando un coraje excepcional que le valió la Medalla de oro de Obilić y el apodo de caballero de Brdanjolt, en serbio: витез од Брдањолта.
Los defensores turcos y albaneses encabezados por Hasán Riza Bajá y su teniente, Essad Bajá, resistieron durante siete meses y lograron infligir un alto precio a los asediadores.

### Muerte de Hasan Riza Bajá
El 30 de enero de 1913, Riza Bajá fue emboscado y asesinado por Osman Bali y Mehmet Kavaja, dos sirvientes albaneses de Essad Bajá, cuando salía de la casa de este después de cenar con él. Riza Bajá quería mantener la defensa de la ciudad sitiada, pero Esad Bajá quería continuar sus negociaciones secretas con Montenegro, que se realizaron a través del consejo de Rusia en Scutari. El plan de Esad Bajá era entregar Escútari a los serbios y montenegrinos como el precio por su apoyo en su intento de proclamarse Nicolás recibió una delegación de jefes de Malësia, que declararon que lo reconocían como soberano y se ofrecieron a enviar a tres mil de sus hombres a colaborar con las fuerzas montenegrinas para conquistar Escútari. El 7 de febrero recibieron la orden de atacar en dirección a Jubani, la kulla de Daut-agha.

### Rendición
Esad Bajá ofreció oficialmente la capitulación de la ciudad al general montenegrino Vukotic el 21 de abril de 1913. Su propuesta fue aceptada el 23 de abril; se le permitió salir de la ciudad con todos los honores militares y con todas sus tropas y equipo, excepto las armas pesadas. También recibió una suma de diez mil libras esterlinas del rey de Montenegro. Essad Bajá firmó el protocolo de rendición final con los montenegrinos y rindió Escútari a Montenegro solo después de que las grandes potencias decidieran su destino, después de que obligaran a Serbia a retirarse y cuando ya era evidente que no permitirían que Montenegro se quedara con la ciudad. Essad Bajá pudo salvar a muchos de sus soldados. Al mismo tiempo, logró obtener el apoyo de Serbia y Montenegro para el nuevo Reino de Albania, al que las grandes potencias habían decidido asignar Escútari.

## Consecuencias

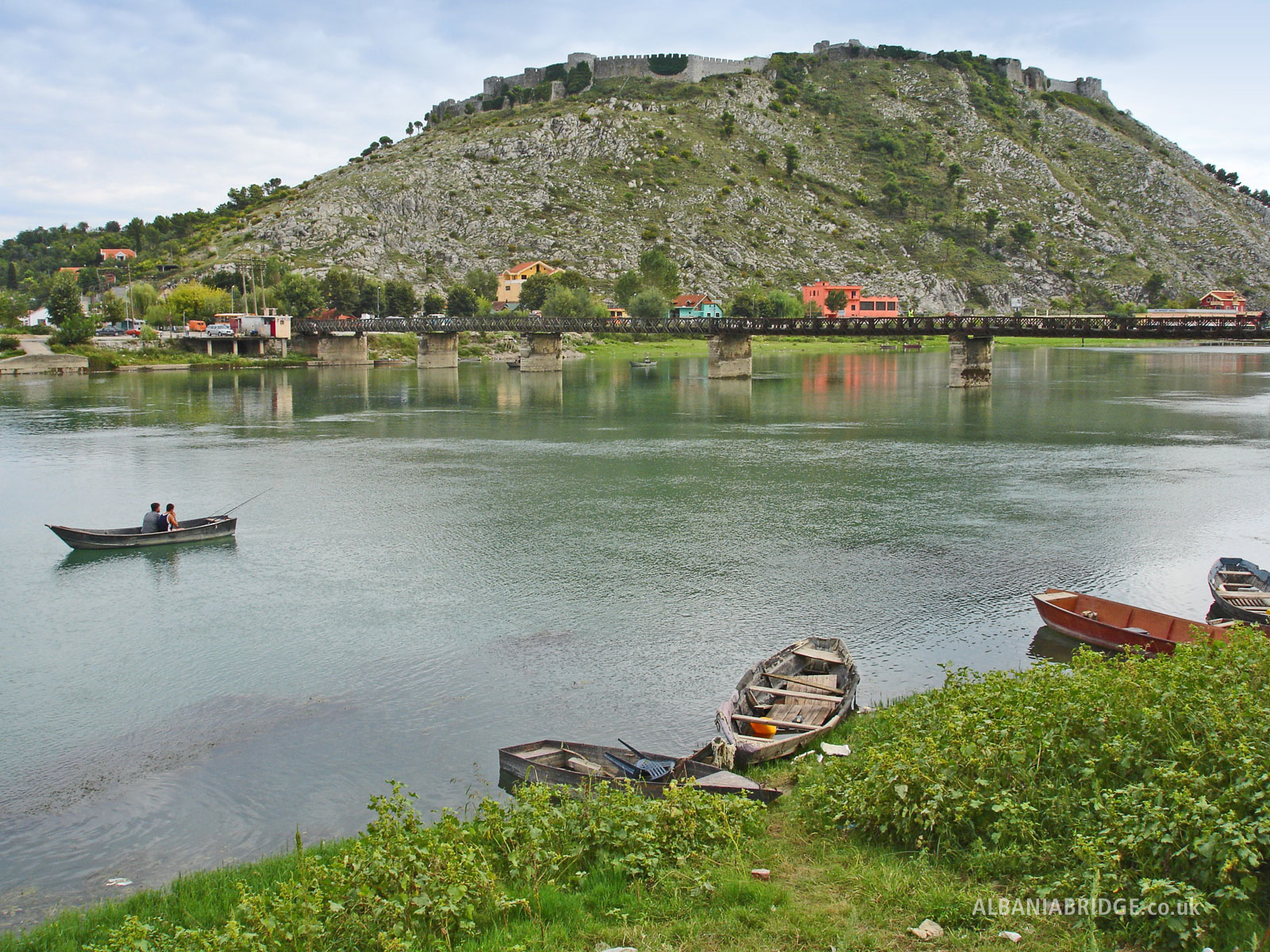
El castillo de Rozafa, rodeado de fuerzas invasoras.

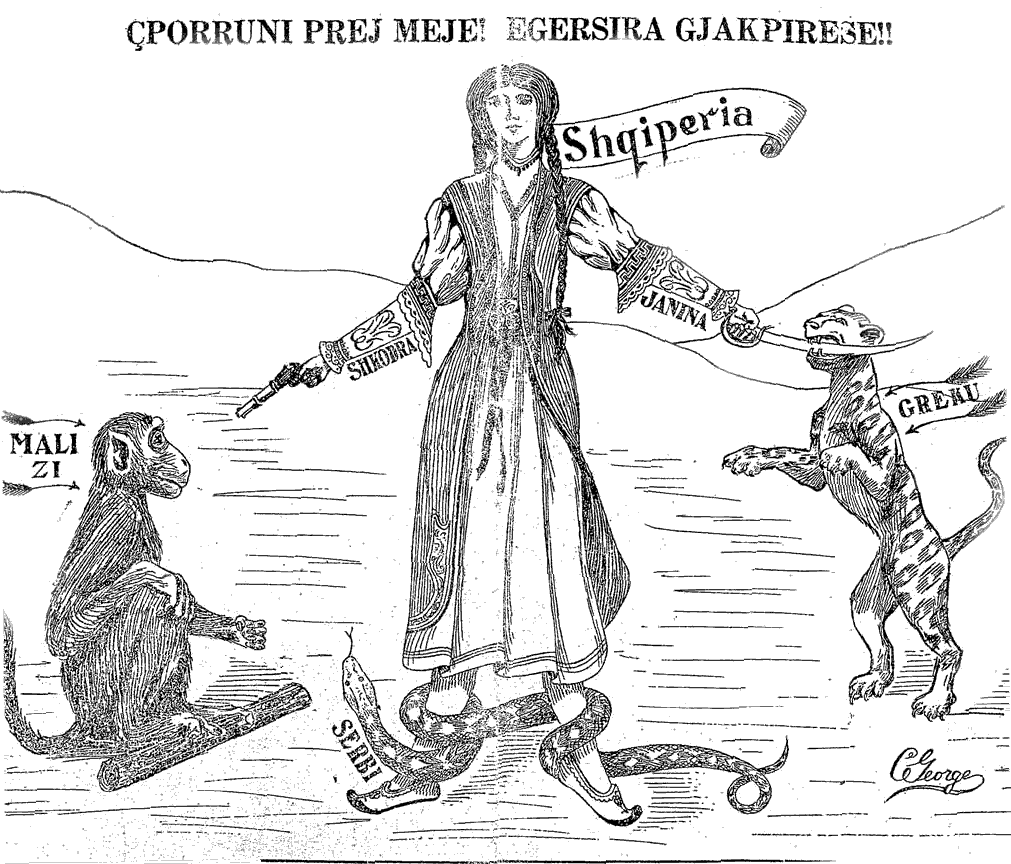
Una caricatura muestra a Albania defendiéndose de los países vecinos. Montenegro está representado como un mono, Grecia como un leopardo y Serbia como una serpiente. Texto en albanés: "¡Huid de mí! ¡Bestias chupasangre!"

La toma de Scutari eliminó el único obstáculo para el avance serbio en el resto de la Albania otomana. Para noviembre de 1912, el país había declarado la independencia pero aún no había sido reconocido por nadie. El ejército serbio finalmente ocupó la mayor parte del norte y centro de Albania, deteniéndose al norte de la ciudad de Vlorë. También logró atrapar los restos del Ejército de Vardar en lo que quedaba de Albania, pero no pudo obligarlos a rendirse. Sin embargo, cuando la guerra terminó, las Grandes Potencias no otorgaron la ciudad al Reino de Montenegro, que se vio obligado a evacuarla en mayo de 1913, de conformidad con la Conferencia de Embajadores de Londres. La retirada del ejército fue acelerada por una pequeña flotilla naval de cañoneras británicas e italianas que ascendieron por el río Bojana y cruzaron la costa del Adriático. La fuerza internacional de mantenimiento de la paz —destacamento Scutari— de cinco países, Austria-Hungría, Gran Bretaña, Francia, Italia y Alemania, se desplegó en la ciudad y se mantuvo hasta el inicio de la Primera Guerra Mundial. Más tarde, el Reino de Montenegro también tomó Metohija, un área de Kosovo-Kosmet.

## Reacción internacional
- El ministro de Asuntos Exteriores de Austria-Hungría, el conde Leopold Berchtold, exigió que Scutari fuera evacuado por las grandes potencias en 48 horas.[20]
- El Reino de Italia apoyó a Austria-Hungría y envió una parte de la fuerza de paz.
- El Imperio ruso apoyó a Montenegro en sus esfuerzos por mantener a Scutari.

## Influencias culturales
El novelista albanés Ndoc Nikaj escribió una novela histórica titulada Shkodra e rrethueme o «Shkodra asediada» en 1913. El poeta serbio de Bosnia, Aleksa Šantić, escribió To Essad Pasha, en serbio: Esad Paši, inspirado en el asedio de Shkodër o Scutari.